# Fejervarya sahyadris
Fejervarya sahyadris là một loài ếch thuộc họ Ranidae. Ban đầu nó được xếp vào chi đơn loài Minervarya.
Đây là loài đặc hữu của Ấn Độ. Môi trường sống tự nhiên của chúng là đồng cỏ nhiệt đới hoặc cận nhiệt đới vùng ngập nước hoặc lụt theo mùa, sông ngòi, vùng đồng cỏ, rừng trước đây suy thoái nghiêm trọng, hố lộ thiên, và đất nông nghiệp có lụt theo mùa. Chúng hiện đang bị đe dọa vì mất môi trường sống.

## Hình ảnh

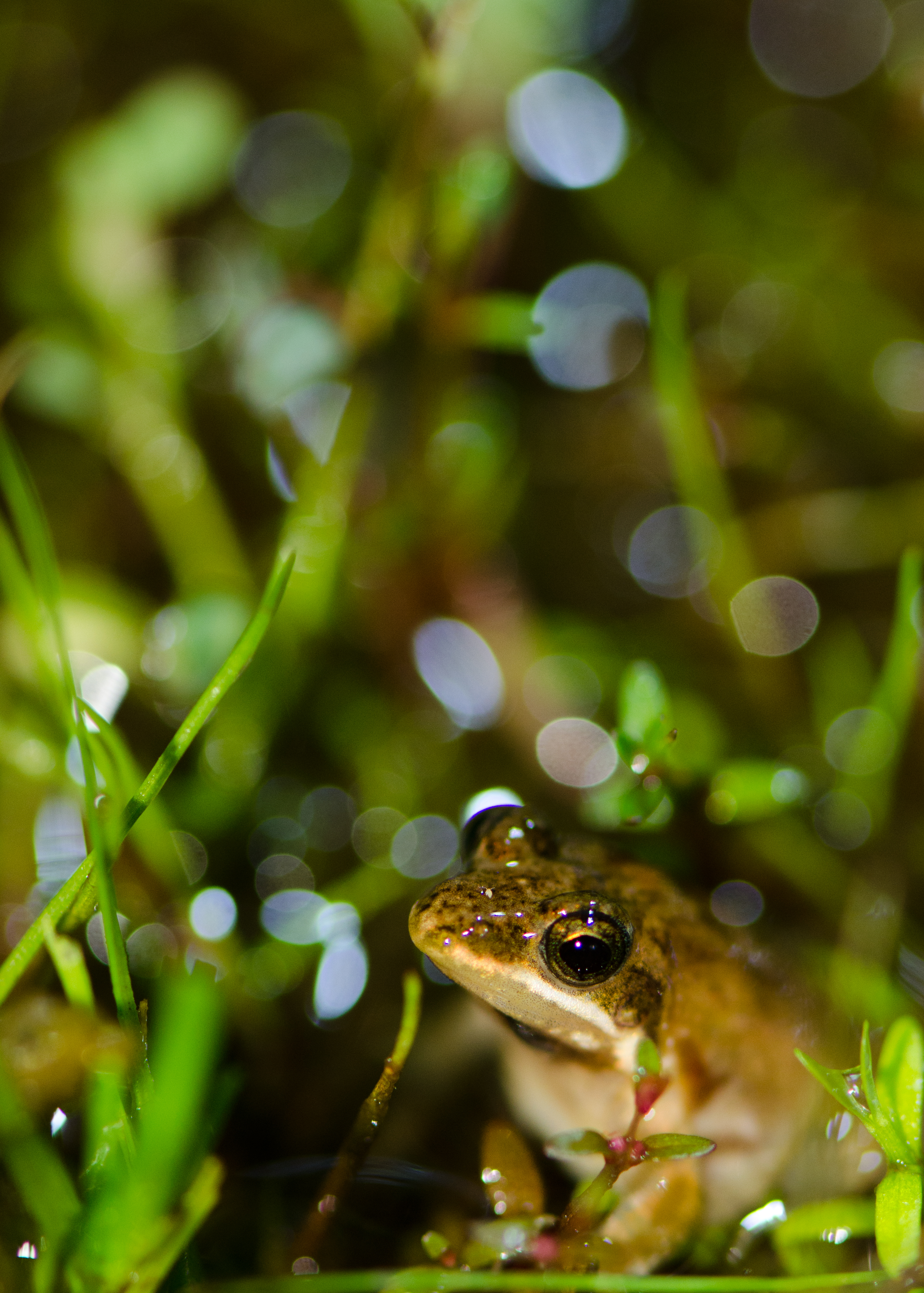